# Joc per a dos
Joc per a dos (títol original: Two Can Play That Game) és una comèdia estatunidenca dirigida per Mark Brown l'any 2001. Ha estat doblada al català

## Argument
És la història de Shanté (Vivica A. Fox), directora de màrqueting i ídol de totes les dones per a la seva vida sentimental amb Keith (Morris Chestnut), un advocat molt dotat. Cada vegada que una de les seves amigues té un problema sentimental, es gira cap a Shanté. Però un dia, aquesta última sorprèn el seu company a punt de ballar amb una altra dona. Decideix llavors de posar en marxa un programa de 10 dies per reconquerir-lo. L'amor només és realment un joc ? És el que Shanté descobrira al fil d'aquesta divertida història.

## Repartiment
- Vivica A. Fox: Shanté Smith
- Morris Chestnut: Keith Fenton
- Anthony Anderson: Tony
- Gabrielle Union: Conny Spalding
- Wendy_Raquel_Robinson: Karen
- Tamala Jones: Tracey Johnson
- Ray Wise: Bill Parker
- David Krumholtz: Jason
- La La Anthony: Bobby, el DJ